# 高光站
高光站（日语：／ Takamitsu eki */?）是一位於日本愛媛縣宇和島市，隸屬於四國旅客鐵道（JR四國）的鐵路車站，車站編號為U26。由於附近民居稀疏，業務清淡，因此只停靠普通列車。

## 車站結構
現時車站採用簡易模式，但開站時的站舍則仍然存在，只是無人化後被改成為商舖，曾經由JR子公司旗下的拉麵店、印度餐廳等進駐，現時為中華料理店。
站舍轉為商店後，候車區改於月台上，並加建了如予土線務田站、出目站等相類似的候車亭，設有上蓋及儲物室。洗手間則於月台外的另一座建築物。
此外，車站入口右端原設有便利商店，後來撤出後因結構不佳而遭拆卸，原地現改為泊車位。
設有側式月台1個，列車不能交換，有效長度為3輛。出入口位於月台中間向北宇和島站方向，剛在候車亭旁。
列車靠站時，上行往八幡濱站方向為左側上落，下行往宇和島站方向則為右側上落。

### 月台配置
| 路線    | 方向     | 目的地                   |
| ------- | -------- | ------------------------ |
| ■予讚線 | （上行） | 八幡濱、伊予市、松山方向 |
| ■予讚線 | （下行） | 宇和島方向               |

## 歷史
- 1941年7月2日：開業。
- 1971年11月6日：無人化。
- 1987年4月1日: 日本國鐵分割民營化，車站的營運由JR四國繼承。

## 相鄰車站
四國旅客鐵道（JR四國）
■予讚線
伊予吉田（U25）－高光（U26）－北宇和島（U27）

## 外部連結
- JR四國高光站